# Augusto Gama
Augusto Vilela Gama, noto semplicemente come Augusto Gama (Lanhas, 26 gennaio 1970), è un allenatore di calcio ed ex calciatore portoghese, di ruolo centrocampista, vice-allenatore del Rio Ave.

## Biografia
È fratello maggiore di Bruno Gama, anch'egli calciatore professionista.

## Carriera

### Calciatore
Cresciuto nel settore giovanile del Braga, ha esordito con la prima squadra il 24 ottobre 1987 disputando l'incontro di Primeira Divisão pareggiato 2-2 contro il Vitória Setúbal.
Nel 1998 è stato ceduto in prestito stagionale al Fafe, dove ha collezionato 30 presenze in Segunda Liga per poi fare ritorno al Braga, dove ha passato le due successive stagioni fra prima e seconda squadra.
Nel 1992 è stato ceduto a titolo definitivo al Rio Ave. Con i Vilacondenses è rimasto per 15 stagioni fino al termine della carriera, collezionando oltre 400 presenze.

### Allenatore
Dopo il ritiro è rimasto nello staff tecnico del Rio Ave come assistente. il 22 dicembre 2018 è stato nominato allenatore ad interim della prima squadra dopo le dimissioni di José Manuel Gomes.

## Palmarès

### Giocatore

#### Competizioni nazionali
- Segunda Liga: 2

Rio Ave: 1995-1996, 2002-2003